# 217 Eudora
Eudora /juːˈdɔːrə/ (định danh hành tinh vi hình: 217 Eudora) là một tiểu hành tinh lớn và tối ở vành đai chính. Thành phần cấu tạo của nó có lẽ tương tự như chondrite cacbonat. Ngày 30 tháng 8 năm 1880, nhà thiên văn học người Pháp Jérôme E. Coggia phát hiện tiểu hành tinh Eudora khi ông thực hiện quan sát ở Marseille và đặt tên nó theo tên Eudora, một trong các nữ thần Hyad trong thần thoại Hy Lạp. Đây là tiểu hành tinh thứ tư do ông phát hiện.